# Trichomyia annae
Trichomyia annae är en tvåvingeart som beskrevs av Freddy Bravo 2001. Trichomyia annae ingår i släktet Trichomyia och familjen fjärilsmyggor. Inga underarter finns listade i Catalogue of Life.